# Ultima ratio
Ultima ratio (lat.: ultimus = „zadnje“, „najudaljenije“, „ i ratio = „razum“, „racionalno razmatranje“ → „posljednje sredstvo“) je pojam koji se često koristi za opravdanje vojne akcije. Dakle može, ali ne mora nužno biti posljednje sredstvo.
Izraz je nastao u doba tridesetogodišnjeg rata. Na topovima je po naređenju kardinala Richelieua pisala izreka: "Ultima ratio regum" ("Posljednje sredstvo kraljeva"). 